# Adé (Ciad)
Adé   è un comune del Ciad situato nel dipartimento di Adé, provincia del Sila.
È capoluogo del dipartimento.